# Pickens 200 1964
Pickens 200 1964 var ett stockcarlopp ingående i Nascar Grand National Series (nuvarande Nascar Cup Series) som kördes 30 maj 1964 på den 0,5 mile (804,672 meter) långa ovalbanan Greenville-Pickens Speedway i Easley, precis väster om Greenville i South Carolina. Totalt avverkades 99,5 miles (160,130 km) fördelat på 199 varv. Ursprungligen skulle sträcken 100 miles (160,934 km) fördelat på 200 varv körts men på grund av fel på ledartavlan flaggades loppet av ett varv för tidigt. Banunderlaget var dirt. Loppet vanns av LeeRoy Yarbrough i en Plymouth på tiden 1:46.05 körande för Louis Weathersbee. Yarbroughs snitthastighet var 56,559 mph. Prispotten uppgick till 4 740 dollar, varav 1 000 dollar gick till segraren.

## Resultat
| Plc     | Nr | Förare           | Team/ bilägare       | Konstruktör | Start | Varv | Ledda varv |
| ------- | -- | ---------------- | -------------------- | ----------- | ----- | ---- | ---------- |
| 1       | 45 | LeeRoy Yarbrough | Louis Weathersbee    | Plymouth    | 8     | 199  | 15         |
| 2       | 43 | Richard Petty    | Petty Enterprises    | Plymouth    | 4     | 199  | 0          |
| 3       | 46 | J.T. Putney      | Walt Hunter          | Chevrolet   | 11    | 197  | 0          |
| 4       | 23 | Bobby Keck       | E.B. Rich            | Ford        | 17    | 197  | 0          |
| 5       | 75 | G.C. Spencer     | Paul Clayton         | Pontiac     | 16    | 193  | 0          |
| 6       | 88 | Neil Castles     | Buck Baker Racing    | Chrysler    | 18    | 192  | 0          |
| 7       | 78 | Buddy Arrington  | Arrington Racing     | Dodge       | 7     | 190  | 0          |
| 8       | 9  | Roy Tyner        | Roy Tyner            | Chevrolet   | 14    | 190  | 0          |
| 9       | 19 | Cale Yarborough  | Herman Beam          | Ford        | 3     | 189  | 0          |
| 10      | 6  | David Pearson    | Owens Racing         | Dodge       | 2     | 187  | 129        |
| 11      | 21 | Marvin Panch     | Wood Brothers Racing | Ford        | 1     | 179  | 55         |
| 12      | 34 | Wendell Scott    | Scott Racing         | Ford        | 21    | 174  | 0          |
| 13      | 4  | Earl Brooks      | Scott Racing         | Chevrolet   | 20    | 173  | 0          |
| 14      | 11 | Ned Jarrett      | Bondy Long           | Ford        | 6     | 106  | 0          |
| 15      | 87 | Buddy Baker      | J.C. Parker          | Dodge       | 13    | 91   | 0          |
| 16      | 54 | Jimmy Pardue     | Burton-Robinson      | Plymouth    | 10    | 81   | 0          |
| 17      | 3  | Buck Baker       | Fox Racing           | Dodge       | 5     | 79   | 0          |
| 18      | 31 | Ralph Earnhardt  | Tom Spell            | Ford        | 9     | 75   | 0          |
| 19      | 01 | Curtis Crider    | Curtis Crider        | Mercury     | 15    | 37   | 0          |
| 20      | 60 | Doug Cooper      | Bob Cooper           | Ford        | 12    | 5    | 0          |
| 21      | 02 | John Hamby       | Curtis Crider        | Mercury     | 19    | 3    | 0          |
| 22      | 86 | Jimmy Helms      | Buck Baker Racing    | Chrysler    | 22    | 2    | 0          |
| Källor: |    |                  |                      |             |       |      |            |